# ماكس غولدن
ماكس غولدن (باللاتفية: Max Goldin)‏ هو ملحن لاتيفي، ولد في 10 أغسطس 1917، وتوفي في 21 يناير 2009.